# Otites lamed
Otites lamed är en tvåvingeart som först beskrevs av Franz Paula von Schrank 1781.  Otites lamed ingår i släktet Otites och familjen fläckflugor. Arten är reproducerande i Sverige. Inga underarter finns listade i Catalogue of Life.